# Call of Juarez: The Cartel
Call of Juarez: The Cartel es un videojuego de disparos en primera persona desarrollado por Techland. El juego es parte de los videojuegos con temática western Call of Juarez, pero está situado en los actuales Los Ángeles y México como hasta tres jugadores toman el papel de agentes de aplicación de la ley. Call of Juarez: The Cartel fue demostrado en Penny Arcade Expo East 2011 y fue lanzado el 19 de julio de 2011 para la PlayStation 3 y Xbox 360 y Microsoft Windows el 13 de septiembre de 2011.

## Trama
El 4 de julio de 2011, las oficinas de la Administración de Control de Drogas son bombardeadas por desconocidos. La Subdirectora Shane Dickson recluta a Ben McCall, junto con la agente del FBI Kimberly Evans y el agente de la DEA Eddie Guerra para localizar a los culpables. Ella les informa del fallecido Patrick Stone, que estaba investigando el cártel hasta su muerte en el atentado. También se les encarga proteger a la única hija de Stone, Jessica. Kim revela que el cártel ha estado comprando programación de nivel militar de una fuente desconocida. Durante la historia, cada personaje interfiere ilegalmente con la investigación por diversas razones.
El trío procede a atacar al cártel a través de sus distribuidores, bandas callejeras domésticas, como los Arañas y los Rolling 50, y chocan en enfrentamientos con los rivales de Araña, los Vatos Locos. El equipo quema campos de cannabis, asaltan una casa de pandillas, interrumpen una red de tráfico sexual (que también estaba alojando envíos de cannabis), e interceptan un gran cargamento de dinero después de una extensa persecución y tiroteo. A petición de Eddie, el equipo decide trasladar a Jessica a una casa de seguridad diferente a través de la ciudad en un coche conducido por el sargento Dempsey. Casi de inmediato, son interceptados por pandilleros Araña y perseguidos a lo largo de la autopista hasta que su coche es golpeado por un camión tractor. Dempsey muere, pero el resto logra escapar en un transporte robado. Dándose cuenta de que alguien se les escapó de sus planes, deciden no confiar en nadie hasta que su misión esté completa. A continuación, encuentran el número de un conocido de Stone retirado, Kevin Donleavy, que recibió un paquete a su muerte. Ellos organizan una reunión en el club nocturno Panorama, pero al llegar Ben nota a Álvarez entre la multitud. Después de acercarse a Jessica en el bar y entregarle una llave, Donleavy es asesinado por un francotirador, pronunciando únicamente las palabras "Eagle Pass" antes de morir. Jessica huye de la escena con terror, con Álvarez persiguiéndola. A pesar de sus mejores esfuerzos, los tres son incapaces de encontrarla después.
Eddie y Kim descubren que Jesús Mendoza, hijo del jefe del cártel Juan Mendoza, se dirige a Los Ángeles en respuesta a la entrega del dinero robado. Dándose cuenta de que secuestrar a Jesús les llevaría al distribuidor de armas del cártel y les concedería un elemento de negociación poderoso, Eddie le pide a su distribuidor callejero, Héctor, que le diga a Araña que marque a cualquiera que pregunte por el dinero robado, entonces convence a otro traficante, Flaco, para que se ponga en contacto con Araña sobre el tema exacto. Los matones armados rápidamente llegan y ejecutan a Flaco, y se retiran al club nocturno El Dorado para informar a su huésped, sin saber que los están siguiendo; allí, los agentes luchan a través de los miembros de la banda Araña y persiguen a Jesús, metiéndolo en el maletero de su furgoneta. Ben interroga a Jesús sobre el cártel, sabiendo que Álvarez ha capturado de hecho a Jessica, y que Jesús fue a reunirse con Michael Duke, jefe de la EMP en quiebra Peacekeepers International, y el contacto del cártel de armas de alta gama; satisfechos, encierran a Jesús dentro de un edificio de desarrollo.
Al día siguiente, el trío se cita con Duke en un pueblo fantasma (el pueblo en el que Ray y Thomas combatieron a los Pinkerton 145 años antes) en lugar de Jesús, Eddie vestido como Jesús, Kim como su escolta y Ben como "Harris", un experto en armas. Sin embargo, Duke revela que Álvarez ha llegado también; Álvarez les reconoce inmediatamente, pero con ironía juega con sus disfraces. Después de una demostración de armas y el ejercicio de fuego en vivo inesperadamente peligroso, Duke rechaza el pago del cártel, y establece su nuevo precio—el legendario tesoro de Moctezuma, El Oro de Juárez, desde hace tiempo desenterrado y trasladado al Museo Nacional en Juárez, México.
Esa noche, los gánsteres atacan al equipo en su motel, demoliendo las paredes con una bola de demolición. A pesar de sus múltiples intentos de fuga, los agentes rescatan a Jesús y lo llevan a la frontera mexicana a cambio de Jessica. Sin embargo, mientras pasan los dos rehenes, Álvarez le dispara a ambos con un rifle de francotirador, matando a Jesús e hiriendo a Jessica. Después de combatir la banda de Álvarez, el equipo logra rescatarla, pero ella muere al instante. Después de una discusión en la que Ben revela que Kim mató a Donleavy, Eddie le revela al resto del equipo que Donleavy le dio la llave de "Paso del Eagle Pass" anteriormente. El equipo usa la llave para abrir una taquilla en la estación de autobuses, y dentro está el paquete que Donleavy mencionó, que resulta ser un CD que Patrick Stone grabó. En el CD, Patrick dice que Shane Dickson es corrupta y fue quien presentó a Michael Duke al Cártel de Mendoza, él expresa pesar por no testificar en contra de Álvarez de vuelta en Vietnam (donde Álvarez fue procesado por violar y asesinar a una civil vietnamita en Saigón en 1972, pero fue considerado inocente) y revela que Ben es la única persona en quien confió para cuidar de Jess.
Poco después, el equipo se dirige a una casa de campo y después de luchar contra unos matones, encuentran un pasaje subterráneo de contrabando secreto, el túnel los conduce bajo la frontera a un antiguo fuerte (el Alcázar de Juárez), donde Mendoza y los hombres de Duke están cargando el Oro de Juárez en camiones, el equipo logra matar a todos los hombres y luego deciden poner a Duke y Mendoza el uno contra el otro, tomando el oro y depositándoselo a Duke por un mensaje de texto y enviándole a Duke una carta sobre que Mendoza decidió tomar las armas y el oro todo para él.
Al día siguiente, el equipo planea capturar a Mendoza en el funeral de Jesús, pero los hombres de Duke llegan y el equipo corre tras Mendoza, combatiendo los ejércitos de ambos hombres hasta acorralarlo en una iglesia. Duke luego trata de matar a Mendoza en un helicóptero de ataque, que el equipo logra destruir, matando a Duke en el proceso. Luego persiguen a Mendoza, solo para que Álvarez aparezca y lo rescate.
El equipo luego asalta la Hacienda de Mendoza, matando a más de sus hombres y, finalmente, logran acorralar a Mendoza, quien de inmediato se rinde. Ben intenta forzarle a testificar, solo para que Mendoza sea asesinado por un avión no tripulado, que le dispara al resto del equipo, que se da cuenta de que Dickson lo debe de haber enviado detrás de ellos con el fin de cubrir sus huellas , y se ponen a cubierto para evitar que el fuego del avión los mate. Ben dice que Álvarez es el único que queda que puede dar testimonio de la participación de Dickson. El equipo lo persigue en una bodega, donde se dividen en tres caminos. Kim y Eddie son contactados por sus superiores que los animan a matar a sus compañeros, mientras que Dickson le ordena a Ben que se aleje, o "las cosas saldrán mal" para él. El equipo logra acorralar a Álvarez, quien revela que las deudas de Eddie se han pagado a cambio de que su agencia lo haga responsable de sus actos ilegales, Kim revela que Álvarez es un informante federal y era su vínculo con el Cártel. Ben quiere matar a Álvarez en represalia por sus crímenes, Kim quiere a Álvarez vivo para que Dickson y Waters puedan ir a prisión y Eddie quiere dividir el dinero de la droga en tres para que puedan comenzar una tabla rasa.
El equipo se mete en un enfrentamiento mexicano y al jugador se le presenta una opción de matar a cualquiera de sus compañeros o decidir no pelear. Elegir matar a tus compañeros resulta en Álvarez detonando una granada y escapando, después de que matas a tus compañeros y obtienes diferentes destinos para cada personaje, Ben va a la cárcel mientras que Estados Unidos se prepara para ir a la guerra con México, Kim abofetea a Dickson después de haber sido galardonada con una medalla, y es detenida, y Eddie muere (probablemente por la persona que lo estaba chantajeando). Si decides no pelear, el equipo deja a Álvarez vivo. Si Álvarez es llevado vivo, testifica contra la participación de Dickson, dando lugar a su detención. Eddie es encarcelado por su implicación en el asesinato de Jessica y Kim por matar a Donleavy, y Ben aparece dejando flores en la tumba de Patrick y Jessica, y sacando una Biblia, finalmente buscando la redención.

### Jugabilidad
Call of Juarez: The Cartel posee elementos que están presentes en las películas de acción americanas, desde tiroteos contra criminales, hasta la corrupción entre los agentes del orden. Cuenta con tres personajes controlables, los agentes Ben McCall, Eddie Guerra y Kim Evans. La trama del juego se ambienta en el año 2011, en las ubicaciones de Los Ángeles, California y Juárez, México.
Antes de comenzar el juego, al jugador se le presenta la opción de elegir cualquiera de los tres personajes. Cada personaje ofrece un modo de combate distinto: Ben es el más agresivo, y Eddie y Kim pueden vigilar por el equipo, aunque el primero prefiere el combate cerrado y la segunda prefiere un combate más a distancia. En general, las misiones son hechas con los tres agentes juntos, además de que el personaje que controle el jugador puede recibir "Tareas Personales", consistentes en robar algún objeto del nivel. Antes de comenzar una misión, los personajes pueden elegir otras armas, comprar mejores o munición. Pocas misiones incluyen interrogar a otro personaje, el cual incluye agredir al personaje. En este juego regresan las luchas con puños de Call of Juarez, utilizados solo contra guardias. El jugador puede robar objetos durante una misión, como móviles o billeteras, lo que desbloquea secretos, pero que puede alertar a sus compañeros si es descubierto.
El juego también presenta un "Modo Cooperativo", por primera vez en la serie, además de presentar un combate cuerpo a cuerpo con armas. También el "Modo de Concentración" ahora puede ser utilizado con cualquier arma, durante el cual el jugador al disparar el tiro puede ver la trayectoria del mismo, mientras el personaje recita alguna frase comparable a su personalidad.

### Personajes
Call of Juarez: The Cartel tiene tres personajes jugables, los cuales pueden ser elegidos por el jugador al principio del juego:
- Ben McCall: Benjamin McCall es uno de los tres personajes jugables de Call of Juarez: The Cartel. Ben es un veterano de la Guerra de Vietnam y un detective de homicidios de la policía de Los Ángeles que investiga el Cártel de Mendoza. Es descendiente de William "Billy Candela" Mendoza y es el sucesor espiritual de Ray McCall (ambos protagonistas de Call of Juarez). Ben McCall recibe voz de Casey Sander.
- Eddie Guerra, nacido Eduardo Valdez y Guerra, es uno de los tres personajes jugables de Call of Juarez: The Cartel. Eddie es un hombre de 38 años, ex Marine y agente especial de la Administración de Control de Drogas que investiga el Cártel de Mendoza. Tiene vínculos con numerosos elementos criminales en Los Ángeles, lo que a menudo entra en conflicto con sus deberes como agente del gobierno. Eddie Guerra recibe voz de Zeus Mendoza.
- Kim Evans: Kimberly Evans es uno de los tres personajes jugables de Call of Juarez: The Cartel. Kim es una agente especial afroamericana de 29 años, que trabaja en el FBI que investiga el Cártel de Mendoza. Ella tiene vínculos con numerosos elementos criminales en Los Ángeles, la razón principal es su candidatura en el grupo de trabajo. Kim Evans recibe voz de Janora McDuffie.
- Antonio Álvarez: es el principal antagonista del juego. Álvarez es un veterano de la Guerra de Vietnam y el informante federal trabaja para el Cártel de Mendoza. Es sospechoso del Atentado del Día de la Independencia, convirtiéndolo en un blanco para el Equipo Interagencial, dirigido por su antiguo amigo Ben McCall. Antonio Álvarez recibe voz de Jesse Corti.
- Juan Mendoza: es un señor de las drogas mexicano y uno de los antagonistas principales. Un criminal buscado, Mendoza es el fundador y líder del Cártel de Mendoza, el sindicato de drogas más grande y con mayor crecimiento en México. Es el padre de Jesús Mendoza, y es el sucesor espiritual de Juan "Juárez" Mendoza. Juan Mendoza recibe voz de Sal López.
- Shane Dickson: es un personaje secundario. Es la Directora Auxiliar Adjunta del Departamento de Defensa y está a cargo del Grupo Interagencial. Aparece como una antagonista secundario.

## Recepción
Call of Juarez: The Cartel recibió críticas en general de mixtas a negativas. Agregando los sitios web de reseñas GameRankings y Metacritic le dieron a la versión de PC 50,33% y 47/100, a la versión de Xbox 360 47.74% y 47/100 y a la versión de PlayStation 3 45.94% y 45/100.
El juego también ha sido acusado de racismo e insensibilidad hacia eventos de la vida real, abordando temas como la trata de personas y las guerras actuales de la droga en México con impertinente inexactitud. Extra Credits declaró: "Este podría ser el juego más racista [que haya] jugado alguna vez una distribuidora importante."
Edge le anotó al juego 4/10 y criticó muchos aspectos del juego, diciendo: "Los juegos FPS, al igual que las películas de acción, pueden ser sublimes o ridículos. Este apunta a lo primero, y a menudo resulta ser lo último."